# Alan Scarfe
Alan John Scarfe (Harpenden, 8 juni 1946 – Longueuil (Quebec), 28 april 2024) was een Brits-Canadees acteur.

## Biografie
Scarfe werd geboren in Harpenden in een gezin van drie kinderen. hij begon met acteren in het theater in Europa en Noord-Amerika. Hij heeft eenmaal opgetreden op Broadway, in 1988 speelde hij als Macduff in het toneelstuk Macbeth. In deze tijd emigreerde hij naar Canada.
Scarfe was in het verleden getrouwd met Sara Botsford met wie hij twee kinderen kreeg, waaronder zoon Jonathan. Later trouwde hij opnieuw. Uit deze relatie kreeg hij een dochter. 
Scarfe overleed op 28 april 2024 op 77-jarige leeftijd aan darmkanker.

## Filmografie

### Films
Selectie:
- 1993 Heart of Darkness – als kapitein Fenard
- 1992 The Portrait – als David Severn
- 1992 Lethal Weapon 3 – als Herman Walters
- 1991 Double Impact – als Nigel Griffith

### Televisieseries
Uitgezonderd eenmalige gastrollen.
- 2004-2005 Andromeda – als Flavin – 3 afl.
- 2004 Earthsea – als Arch Magus - miniserie
- 2004 Kingdom Hospital – als Henry Havens – 8 afl.
- 1998-2001 Seven Days – als dr. Bradley Talmadge – 66 afl.
- 1995 Mysterious Island – als kapitein Cyrus Harding – 22 afl.
- 1990 DEA – als Carl Schleimann - ? afl.
- 1989-1990 Tour of Duty – als kolonel Stringer – 5 afl.
- 1988-1989 One Life to Live – als Leo Cromwell - ? afl.
- 1984 The Littlest Hobo – als dr. Richard Kellerman – 2 afl.
- 1981 The great Detective – als Martin Betcherly – 2 afl.

- Bibliothèque nationale de France: cb14039437z (data)
- Gemeinsame Normdatei: 1281153869
- International Standard Name Identifier: 0000 0003 5838 4695
- Library of Congress Control Number: no2011177417
- Nationale Bibliotheek van Tsjechië: xx0179003
- Nationale Bibliotheek van Israël: 987007343283005171
- Virtual International Authority File: 207963425
- WorldCat: E39PBJjMGtGhXjGxKXYMxVVQv3